# 堺市立八下中学校
堺市立八下中学校（さかいしりつ やしもちゅうがっこう）は、大阪府堺市北区にある公立中学校である。大泉緑地のすぐ東側に位置している。校区のマスコットキャラクターとして「やしモン」が活躍している。

## 沿革
旧南河内郡北八下村の中学校として、1947年に設立されたことに始まる。1960年までは北八下村立北八下小学校（現在の堺市立北八下小学校）に併設していた。
北八下村は1957年に大字河合を除いて堺市に編入され、堺市立北八下中学校となった。同時に松原市に編入された河合は松原市立松原中学校の校区となった。その後1959年には現在の校名、堺市立八下中学校へと改称している。
1958年には隣接する南八下村が、堺市と美原町に分村合併された。南八下村在住の生徒は学校組合立黒山中学校（堺市立美原中学校の前身校）に通っていたが、分村合併に伴い堺市になった地域を黒山中学校校区から八下中学校（当時・北八下中学校）校区へと編入し、堺市立南八下小学校内に分校を設置した。
1960年には現在地に校舎を設置し、本校・分校を統合移転している。また生徒数増加により、1987年には堺市立南八下中学校を分離している。

### 年表
- 1947年4月1日 - 南河内郡北八下村立八下中学校として創立。
- 1957年10月15日 - 北八下村が堺市に編入したことに伴い、堺市立北八下中学校と改称。
- 1958年7月1日 - 南八下村の分村合併（同日付）により堺市南八下地区（旧南八下村西部）を校区に編入し、分校を設置。
- 1959年9月1日 - 堺市立八下中学校と改称。
- 1960年9月1日 - 現在地に校舎を統合移転、分校を廃止。
- 1987年4月1日 - 堺市立南八下中学校を分離。

## 通学区域
- 堺市立北八下小学校の通学区域。
  - 堺市北区 南花田町（一部）、中村町、野遠町、八下北。

## 著名な出身者
- 山田花子 - お笑いタレント

## 交通
- Osaka Metro御堂筋線 新金岡駅 南西へ約2.3km。
- 南海バス 八下中学校前バス停。